# Себеоань (комуна)
Себеоань, Себеоані (рум. Săbăoani) — комуна у повіті Нямц в Румунії. До складу комуни входять такі села (дані про населення за 2002 рік):
- Себеоань (9248 осіб)
- Траян (1053 особи)

Комуна розташована на відстані 292 км на північ від Бухареста, 38 км на схід від П'ятра-Нямца, 57 км на захід від Ясс.

## Населення
За даними перепису населення 2002 року у комуні проживала 10 301 особа.
Національний склад населення комуни:
| Національність | Кількість осіб | Відсоток |
| -------------- | -------------- | -------- |
| румуни         | 10297          | > 99,9%  |
| угорці         | 2              | < 0,1%   |
| німці          | 1              | < 0,1%   |
| італійці       | 1              | < 0,1%   |

Рідною мовою назвали:
| Мова       | Кількість осіб | Відсоток |
| ---------- | -------------- | -------- |
| румунська  | 10296          | > 99,9%  |
| угорська   | 3              | < 0,1%   |
| німецька   | 1              | < 0,1%   |
| італійська | 1              | < 0,1%   |

Склад населення комуни за віросповіданням:
| Релігія       | Кількість осіб | Відсоток |
| ------------- | -------------- | -------- |
| римо-католики | 10152          | 98,6%    |
| православні   | 130            | 1,3%     |
| п'ятдесятники | 10             | 0,1%     |
| бретрени      | 5              | < 0,1%   |
| реформати     | 4              | < 0,1%   |